# كاثرين هيغل
كاثرين هيغل (بالإنجليزية: Katherine Heigl) ممثلة ومنتجة أمريكية من مواليد 24 نوفمبر 1978 في عاصمة الولايات المتحدة الأمريكية، واشنطن. عرفت بدورها كالدكتورة ايزي ستيفنز بالسلسلة الدرامية الطبية غريز أناتومي. انتخبتها مجلة Vanity Fair كأكثر شقراء مثيرة لعام 2007. وتزوجت المغني josh kelley في الثالث والعشرون من سنة 2007.

## حياتها المبكرة
من أصل أيرلندي وألماني كانت كاثرين هيغل البنت الصغرى لنانسي وبول هيغل وطبعاً أخواتها ماج، جاسون، هولت وجون. في سنة 1986 توفيت إحدى أخواتها بحادث سيارة. كان هذا الحدث هو الذي أثر على توازن العائلة وأدى إلى طلاق والديها فيما بعد.
و في عمر التاسعة أرسلت خالتها صورتها إلى إحدى دور العرض لتصبح كاثرين سريعاً إحدى العارضات الأطفال لكاتولاجات، وزادت شهرتها بعد عند تمثيلها إعلاناً لشركة الأغذية محصول حبوب. اعتبرت انطلاقتها الكبرى والفعلية من سنة 2005 بعد قيامها بالتمثيل في مسلسل غريز أناتومي رغم أنها دخلت عالم السينما منذ سنة 1992.

## الحياة المهنية
حاصلة على جائزة الإيمي 2007 لأفضل ممثلة في دور مساند في مسلسل درامي عن دورها في مسلسل غريز أنتومي، كما حصلت بنفس الدور على جائزة نقابة ممثلي الشاشة 2006 لأفضل مجموعة. وقد مثلت في أفلام عديدة منها:
- نوكد أب.
- 27دريسس.

و من السلسلات التي قامت بها كاثرين :
- روزويل
- غريز أنتومي

## حياتها الشخصية
مصنفوا المشاهير صنفوها كأجمل وجه وأجمل ابتسامة.

## قائمة الأعمال

### الأفلام
- (1995) تحت الحصار الجزء الثاني
- (1998) عروس تشاكي
- (2001) فالنتاين
- (2006) زيزيكس روود
- (2007) حبلت[6]
- (2008) 27 فستانا[7]
- (2009) الحقيقة البشعة[8]
- (2010) الحياة كما نعرفها[9][10]
- (2010) قتلة[9][11]
- (2011) ليلة رأس السنة[12]
- (2012) من أجل المال[13]
- (2013) الزفاف الكبير[14]
- (2014) عملية الجوز
- (2014) جاكي وريان
- (2015) المنزل الحلو الجحيم
- (2015) زفاف جيني
- (2017) لا تنسي[15]

### المسلسلات
- تشريح غراي
- روزويل

## مواقع خارجية
- الموقع الرسمي
- كاثرين هيغل على موقع IMDb (الإنجليزية)
- كاثرين هيغل على موقع الموسوعة البريطانية (الإنجليزية)
- كاثرين هيغل على موقع روتن توميتوز (الإنجليزية)
- كاثرين هيغل على موقع مونزينجر (الألمانية)
- كاثرين هيغل على موقع ألو سيني (الفرنسية)
- كاثرين هيغل على موقع ميوزك برينز (الإنجليزية)
- كاثرين هيغل على موقع تيرنر كلاسيك موفيز (الإنجليزية)
- كاثرين هيغل على موقع أول موفي (الإنجليزية)
- كاثرين هيغل على موقع بوكس أوفيس موجو (الإنجليزية)
- كاثرين هيغل على موقع قاعدة بيانات الأفلام السويدية (السويدية)